# Mosquée Es-sayida
La mosquée Es-sayida (en arabe : جامع السيدة) est une mosquée située dans la basse Casbah, dans la wilaya d'Alger en Algérie, remontant à une époque antérieure au XVIe siècle. Elle avait été rasée en 1831, au tout début de la colonisation française, afin de réaménager les lieux en une grande place : la place du Roi, devenue ultérieurement place du Gouvernement, et rebaptisée place des Martyrs après l'indépendance du pays en 1962.

## Histoire

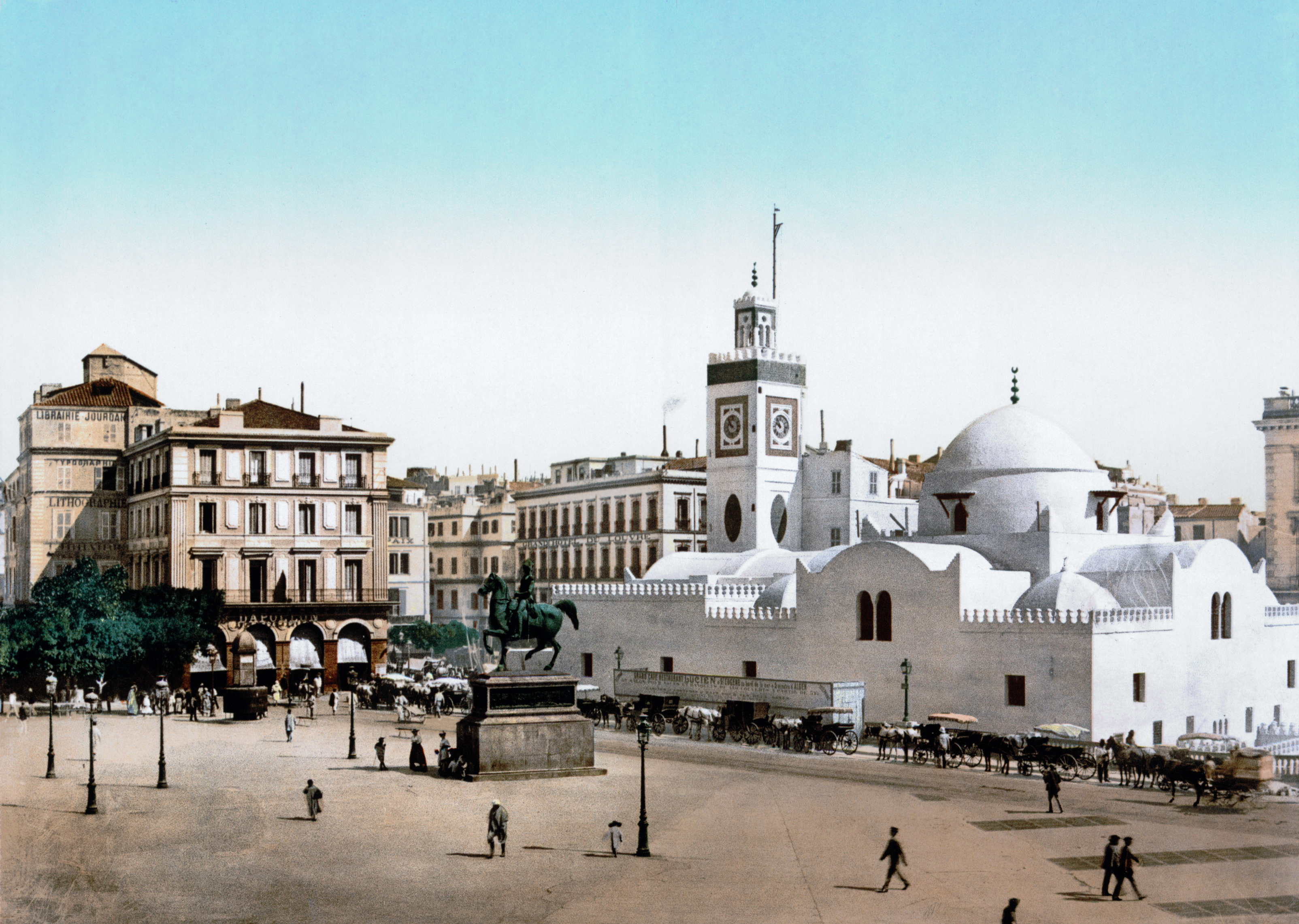
Place du Gouvernement en 1899.

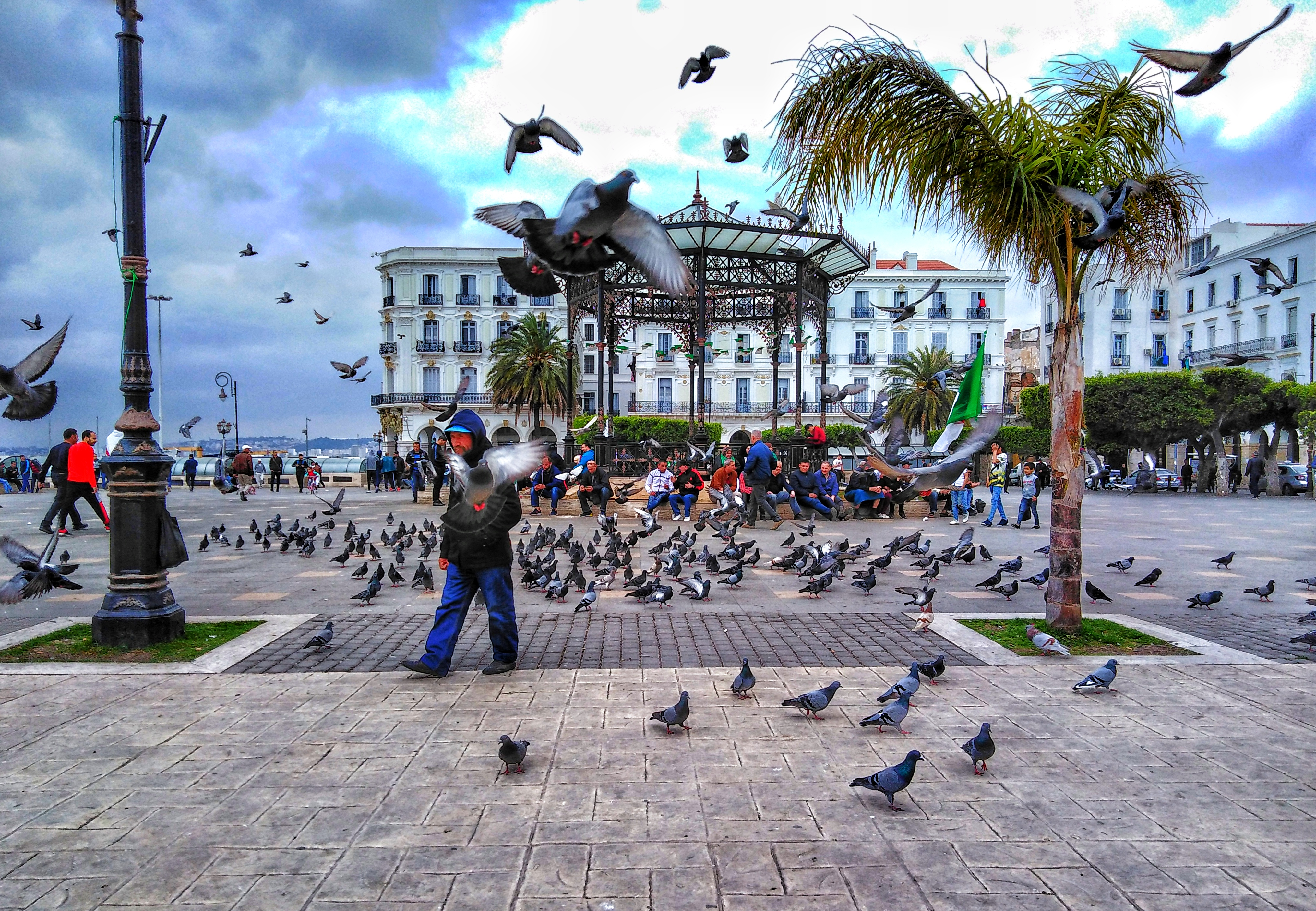
Place des Martyrs en 2019.

Concernant la date de construction de la mosquée, certains historiens affirment que cette mosquée a été édifiée durant le règne de la tribu des Beni Mezghenna, au Xe siècle (en l’an 970), alors que d’autres historiens avancent que sa construction aurait été financée par une riche dame ottomane, qualifiée à l'époque comme un chef-d'œuvre architectural en Algérie. Cette femme, arrivée avec les Ottomans au début de la régence d'Alger, aurait, à la veille de son départ après un long séjour, légué une somme importante destinée à l’édification de la plus belle mosquée de la capitale, afin qu’elle perpétue sa mémoire. Elle a été baptisée du nom d'Es-sayida ce qui signifie La dame en français.
Après la conquête de l'Algérie par les troupes françaises et la prise d'Alger en 1830, De Bourmont et après Bertrand Clauzel souhaitaient disposer d’un espace pour le rassemblement et les manœuvres des troupes. Mais la ville étant conçue d’une façon traditionnelle, elle n’offrait aucun espace libre suffisamment étendu. Aménager une place d’armes ne pouvait se faire qu’aux dépens des bâtisses existantes, parmi lesquelles des mosquées furent entièrement détruites sous prétexte d’élargissement des routes, créations de places, construction de marchés et consolidation de fortifications. Parmi ces mosquées, il a été décidé en 1831 de démolir la mosquée Es-sayida, attenante au palais de la Jénina. Ces travaux de démolition ont démarré le 1er avril,.

## Description
Dans son livre Les édifices religieux de l’ancien Alger, Albert Devoulx, conservateur des archives arabes du service de l'Enregistrement et des domaines à Alger reprend le témoignage d’Auguste Lodoyer, ancien membre de la société historique algérienne. Ce dernier explique que l’extérieur de la mosquée était assez banal. Quant à l’intérieur, il reconnait aisément sa splendeur : 

« une coupole élégante et d’une grande hardiesse de dessin, formait le milieu de l’édifice ; elle reposait sur des bas-côtés soutenus par une vingtaine de grosse colonnes en marbre blanc, les mêmes qui ont servi plus tard à former le péristyle actuel de la grande mosquée de la rue de la Marine. Ces bas-côtés servaient eux-mêmes, à droite et à gauche, de tribunes réservées pour le Souverain et sa cour. Elles étaient ornées de balustrades finement sculptées et formées par compartiments dont chacun avait une coupole festonnée et découpée en arabesques du meilleur style et du meilleur goût. Des versets du Coran, en grand caractères dorés, formant des cartouches d’un bel effet, étaient écrits de distance en distance autour de la coupole principale. »

La galerie extérieure ou le péristyle situé à l'entrée du Djamaâ el Kebir, n’est pas d’origine. Elle a été ajoutée en 1836. Ses colonnes de marbre à chapiteaux décorés de motifs floraux proviennent de la mosquée Es-sayida.

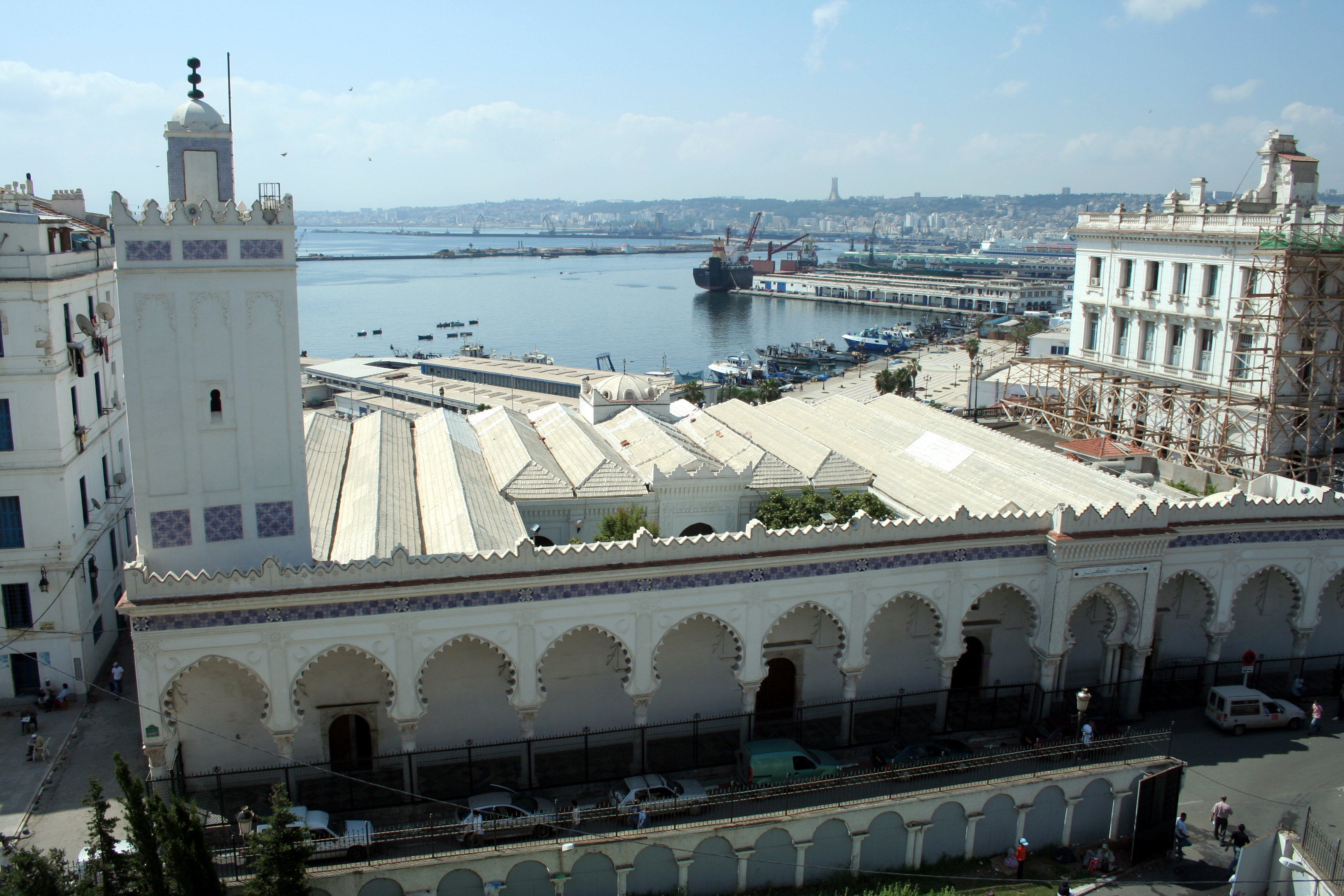
La galerie extérieure de Djamaâ el Kebir construite avec les colonnes de la mosquée Es-sayida.

Alber Devoulx déduit que le type de la nef carré entourée d’arcades ogivales, inauguré dans la mosquée d'Ali Bitchin en 1622, avait été adopté pour la reconstruction de la mosquée Es-sayida, mais avec beaucoup plus de goût et de richesse. Il précise aussi que les pièces de marbre (colonnes et autres pièces) utilisées dans la construction à l’époque étaient importées d’Italie.
Son mihrab possède une niche octogonale, coiffée d'un cul-de-four. La partie inférieure est ornée de carreaux de céramique encadrés par deux plinthes de marbre. Le magnifique minbar en marbre, fabriqué en Italie a été récupéré lors de la démolition et placé dans la mosquée de la Pêcherie.

## Fouilles archéologiques
Lors des travaux du métro d'Alger pour la réalisation de la station place des Martyrs, des parties de la mosquée Es-sayida ont été découvertes. Les fouilles archéologiques déclenchées en 2013 par le Centre national de recherche en archéologie en partenariat avec l'Institut national de recherches archéologiques préventives, ont permis d’exhumer une partie des vestiges de la mosquée. Il a été mis au jour des restes démolis de la salle de prière, la cour intérieure et la base du minaret de la mosquée,.

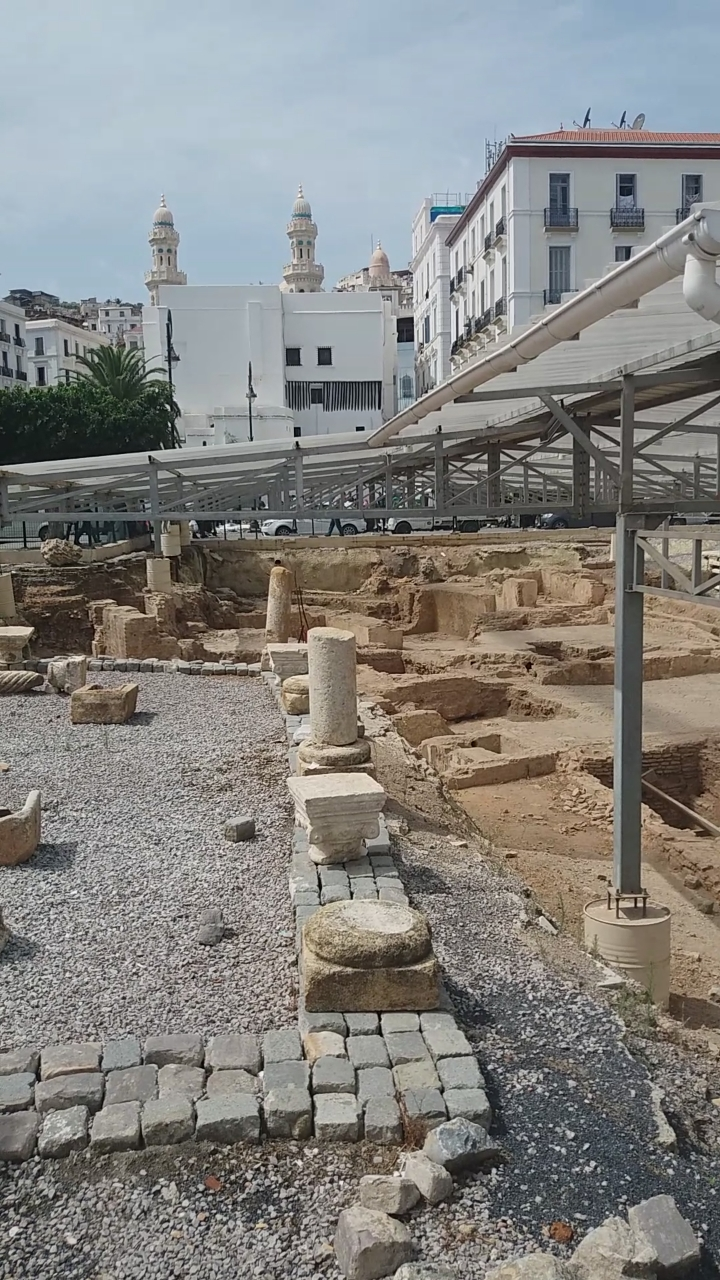
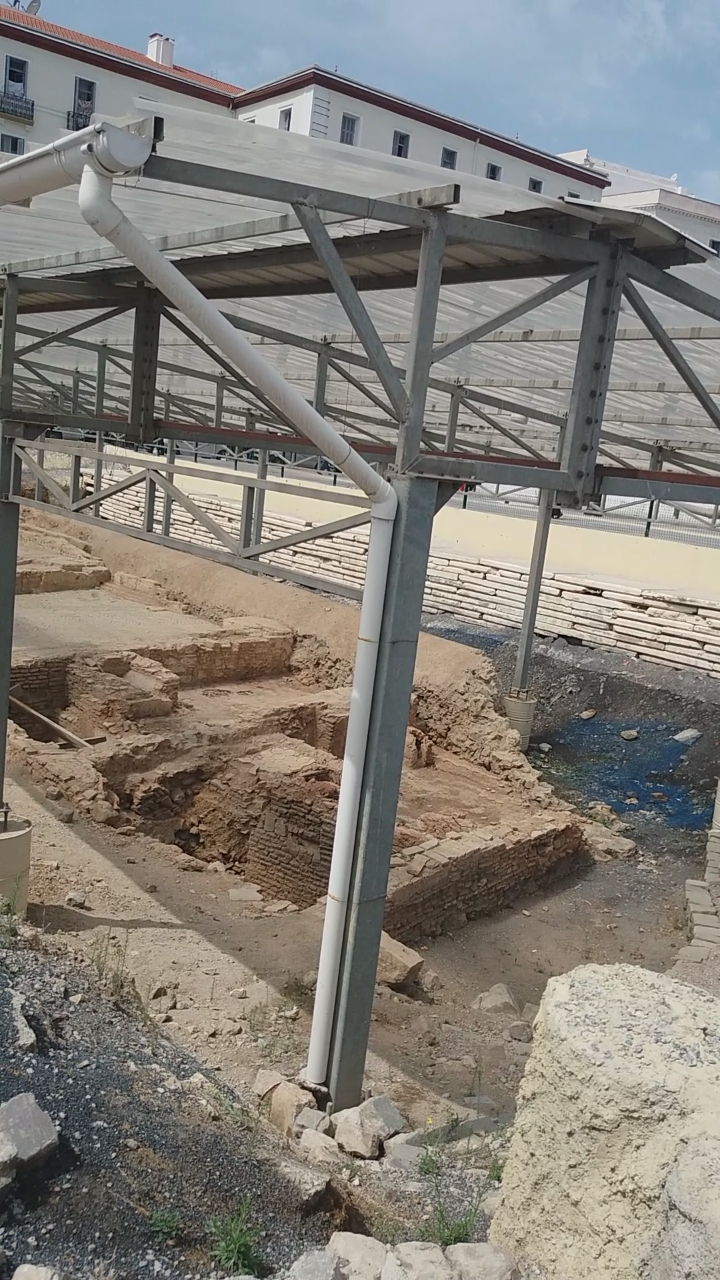
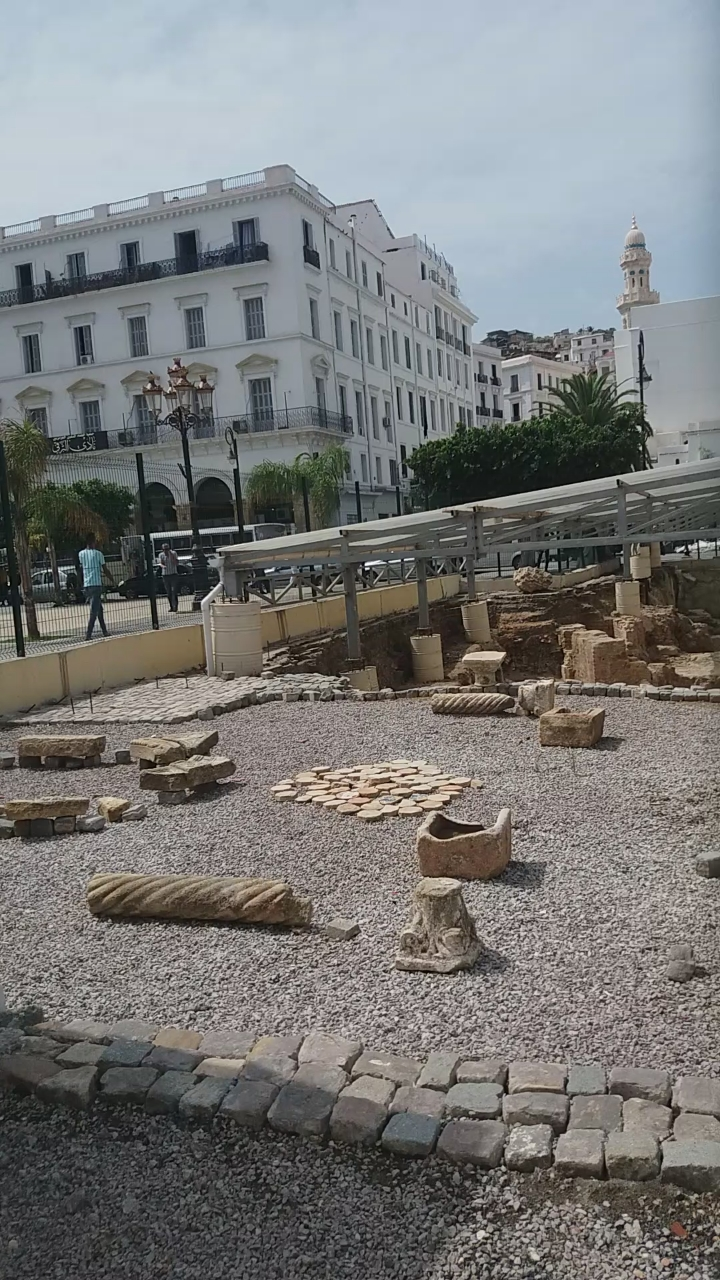

#### Ouvrages
- Brahim Benyoucef, Introduction à l'histoire de l'architecture islamique, Alger, Office des Publications Universitaires (OPU), 2005 (1re éd. 1994), 196 p. (ISBN 978-9961-0-0897-3, BNF 41144024)
- Georges Marçais, L'architecture musulmane d'Occident, Paris, 1954.
- Albert Devoulx, Les édifices religieux de l’ancien Alger, La Revue Africaine, Typographie Bastide, Alger, 1870.

#### Articles
- Abdelaziz Benabdallah, « L'architecture islamique dans les mosquées maghrébines », Al-Qods : revue arabo-islamique, Rabat, no 3,‎ 1985 (lire en ligne [PDF])